# Martín de Ascargorta
Martín  de Ascargorta y Ladrón de Guevara (Córdoba, 1 de marzo de 1638 – Granada, 25 de febrero de 1719) fue un sacerdote católico español, obispo de Salamanca y arzobispo de Granada.También fue rector de la Universidad de Granada en 1680 y en 1689 y está considerado como el más prolífico mecenas de Granada durante el Barroco.

## Biografía

### Familia
Hijo de Andrés de Ascargorta, hidalgo poseedor del mayorazgo de Ascargorta, natural de Vergara, y de Isabel Rodríguez Ladrón de Guevara, cordobesa, con la que había contraído matrimonio en Córdoba, donde estaba avecindado.

### Formación
Inició estudios de Filosofía y Teología en el colegio de la Asunción de Córdoba y los continuó en el Colegio Real de Santa Cruz de la Fe de Granada. Obtuvo la cátedra de Escoto de la universidad granadina en 1660 y el grado de doctor en Teología el 6 de diciembre de 1661.

### Trayectoria

#### Presbítero
Antes de terminar los estudios y de alcanzar la edad establecida, obtuvo licencia papal y fue ordenado presbítero el 11 de junio de 1661 cuando contaba con veintitrés años.
El 12 de abril de 1662 accedió a una canonjía en la Abadía del Sacromonte, desempeñando los oficios de contador, confesor, prefecto de librería o lector de escrituras.
Hacia 1665 opositó sin éxito a una canonjía en la catedral de Sevilla, pero el arzobispo Antonio Payno lo nombró visitador de monjas de la diócesis y catedrático de Moral de la catedral. Muerto el arzobispo, regresó a Granada en 1669, continuando como canónigo del Sacromonte. Opositó varias veces a distintas canongías sin conseguirlas hasta que en 1674 obtuvo la magistral de púlpito en la catedral de Granada. Más tarde fue nombrado arcipreste del Sagrario en 1678 y después deán de la misma catedral en 1684.

#### Obispo
En 1689, posiblemente por sugerencia de su antiguo alumno José de Barcia y Zambrana, con posterioridad obispo de Cádiz, fue incluido en el tercer lugar de la terna para cubrir el obispado de Salamanca, vacante por el fallecimiento de José Cosío y Barreda, resultando elegido. Fue consagrado el 24 de febrero de 1690 en Granada por el obispo de Almería, Domingo de Orueta y Caceaga y el de Guadix, Juan de Villacé y Vozmediano así como el arzobispo de Granada, su predecesor en el cargo, fray Alonso Bernardo de los Ríos.
Permaneció en Salamanca dos años y cuatro meses.

#### Arzobispo
Al fallecer fray Alonso Bernardo de los Ríos, fue nombrado arzobispo de Granada el 18 de mayo de 1693, tomando posesión de la diócesis el 24 de julio de 1693. Hizo su entrada solemne en la Catedral de Granada el 6 de agosto siguiente.
Durante su pontificado consagró en Granada a Juan Leyva, nombrado obispo de Almería en 1704 y a Baltasar de la Peña Avilés, nombrado obispo de Ávila en 1704.
Hasta hoy, Ascargorta, con veinticinco años, ocho meses y un día de pontificado, ha sido el arzobispo que más tiempo ha estado al frente de la archidiócesis de Granada tras Pedro Guerrero.

#### Mecenas
Probablemente fue el más importante mecenas de la Granada barroca, impulsando diferentes iniciativas patrimoniales que permitieron dotar a numerosos templos archidiocesanos; entre otras contribuyó en la construcción de las iglesias de Bubión y Almócita en las Alpujarras, así como a la conclusión de la iglesia mayor de Loja. Costeó la construcción del «colegio nuevo» en el Sacro Monte, y desarrolló numerosas iniciativas de dotación en iglesias granadinas como El Salvador o la Capilla Real. Sin embargo, fue la catedral de Granada el principal motivo de sus desvelos como mecenas, financiando los retablos de Nuestra Señora de la Antigua o el del "Triunfo de Santiago", obras de Pedro Duque y Cornejo y Francisco Hurtado Izquierdo, respectivamente. Igualmente, impulsó las últimas obras de la catedral, cuya fábrica se dio por finalizada en 1704. Fue mecenas de José Risueño, pintor y escultor que realizó el retrato del arzobispo para el episcopologio, considerado el mejor de la colección hasta entonces. Llevó una vida muy austera pero, como consecuencia de su generosidad en el impulso a las obras de la Iglesia de Granada, al morir dejó importantes deudas, hasta el punto de pedir al cabildo que su entierro fuera «de limosna», señal asimismo de uno de sus rasgos de vida, su absoluto desapego a lo material.

#### Escudo
Escudo partido:
1. Cuartelado: 1 y 3, en campo de gules, tres veneras de oro bien ordenadas; 2 y 4, en plata, una cruz vana y floreteada de sínople. 
2. En campo de oro, un árbol de su color, terrasado al natural, con dos lobos de sable empinados al tronco. Bordura de plata con siete armiños de sable.
El escudo carga sobre cruz procesional de travesaño único en oro. Suma las armas en su parte central jarrón en plata con las azucenas del mismo metal, escoltada a diestra y siniestra por sendas columnas de Hércules, enlazadas con filacteria en su color con la divisa en sable: «PLVS VLTRA». Supera el primer timbre corona real, timbrada a su vez por capelo arzobispal de sínople con diez borlas del mismo color, repartidas a diestra y siniestra del escudo, en grupos de 1, 2, 3 y 4.

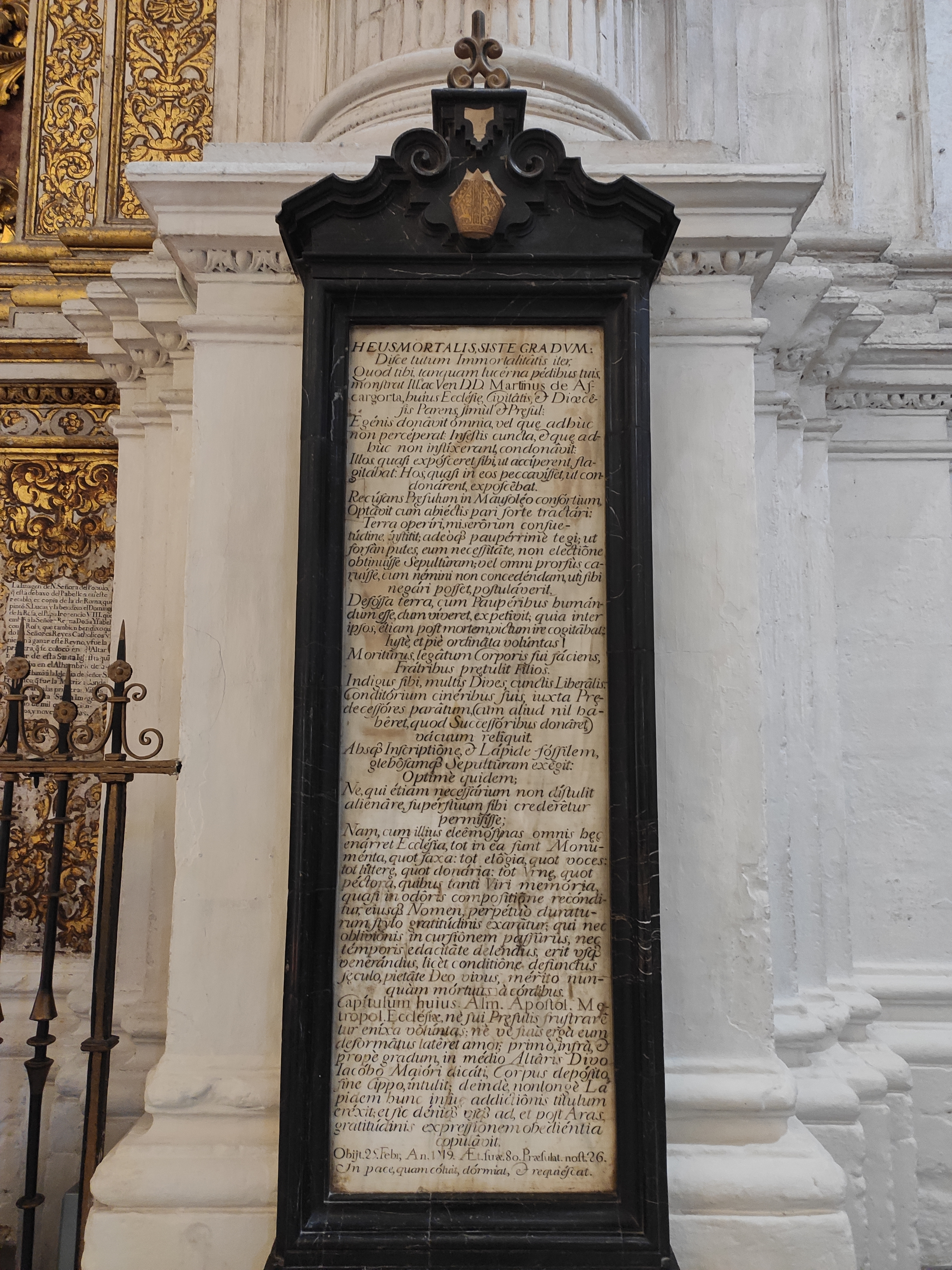
Laude de Martín de Ascargorta en la columna lateral de la capilla de Santiago de la catedral de Granada.

No obstante, las dos versiones del escudo pintadas por José Risueño en sendos retratos del arzobispo, difieren de la descripción heráldica: en una, la filacteria va cargada con la inscripción «NON PLVS VLTRA» y la cruz floreteada no es vana y es toda de sable; en la otra los campos descritos como de plata van de oro y no lleva sumado el jarrón de plata con las azucenas. Lo mismo sucede en los retratos grabados por José de Ahumada en 1719 y por Francisco Gazan en 1722, que llevan dichos campos de oro, no llevan sumado el jarrón de azucenas y la cruz floreada es toda de sable.

## Final
Falleció con ochenta años de edad el 25 de febrero de 1719. Según había pedido, sus restos se depositaron a los pies del altar de Santiago de la catedral, sin ningún signo que señalara la sepultura. Posteriormente se colocó una lápida en una pilastra cercana con una extensa inscripción en latín redactada por José de Mena. Hace unos años, se ha marcado con una cruz esculpida sobre una loseta blanca, el lugar de la sepultura.